# Bombylius pallens
Bombylius pallens är en tvåvingeart som beskrevs av Christian Rudolph Wilhelm Wiedemann 1820. Bombylius pallens ingår i släktet Bombylius och familjen svävflugor. Inga underarter finns listade i Catalogue of Life.